# Liste musikalischer Vortragsbezeichnungen
Musikalische Vortragsbezeichnungen sind textuelle Ergänzungen der Notation, die mit der Notation allein nicht darstellbar oder beschreibbar sind. Sie können für die Singstimme oder ein Instrument gelten. Meist sind sie in italienischer Sprache gehalten.

## Liste
Gängige Abkürzungen sind in Klammern angegeben.
| Vortragsbezeichnung                                                                               | Erläuterung                                                                                                   | Sprache                                            |
| ------------------------------------------------------------------------------------------------- | --- | -------------------------------------------------- |
| a, ad, alla                                                                                       | nach Art von, im Stil                                                                                         | lateinisch / italienisch                           |
| abbandonandosi                                                                                    | gefühlsergeben, hingebungsvoll                                                                                | italienisch                                        |
| abbandono                                                                                         | nachlassend                                                                                                   | italienisch                                        |
| ab initio                                                                                         | von Anfang an wiederholen                                                                                     | lateinisch                                         |
| a capriccio                                                                                       | in freiem, beliebigem Zeitmaß                                                                                 | italienisch                                        |
| accelerando (acc. / accel.)                                                                       | beschleunigen, allmählich schneller werdend                                                                   | italienisch                                        |
| accentato                                                                                         | akzentuiert, betont                                                                                           | italienisch                                        |
| ad                                                                                                | →a | lateinisch                                         |
| adagio                                                                                            | langsam, ruhevoll, gemächlich                                                                                 | italienisch                                        |
| addolorato                                                                                        | schmerzlich                                                                                                   | italienisch                                        |
| ad libitum (ad lib.)                                                                              | nach Belieben; Vortrag, Tempo oder Besetzung betreffend                                                       | lateinisch                                         |
| a due, a 2                                                                                        | zu zweit | italienisch                                        |
| affettuoso                                                                                        | ergriffen, bewegt, leidenschaftlich, mit Empfindung                                                           | italienisch                                        |
| affrettando                                                                                       | rascher, eilend                                                                                               | italienisch                                        |
| agile, agilmente                                                                                  | lebhaft, flink, beweglich, munter                                                                             | italienisch                                        |
| agitato                                                                                           | bewegt, antreibend, erregt, unruhig, ungestüm                                                                 | italienisch                                        |
| al                                                                                                | bis | italienisch                                        |
| al fine                                                                                           | bis zum Schluss                                                                                               | italienisch                                        |
| all’ottava                                                                                        | eine Oktave höher als notiert                                                                                 | italienisch                                        |
| alla                                                                                              | →a | italienisch                                        |
| alla breve                                                                                        | Takt in halben Noten                                                                                          | italienisch                                        |
| alla marcia                                                                                       | in der Art eines Marsches                                                                                     | italienisch                                        |
| alla polacca                                                                                      | Charakter, Tempo und Rhythmus einer Polonaise                                                                 | italienisch                                        |
| allargando (allarg.)                                                                              | im Tempo breiter werdend; siehe: largando                                                                     | italienisch                                        |
| alla tedesca                                                                                      | nach Art des Walzers (des deutschen Tanzes)                                                                   | italienisch                                        |
| alla turca                                                                                        | auf türkische Art, im Stile der türkischen Musik                                                              | italienisch                                        |
| alla zingarese                                                                                    | im Stile der Zigeunermusik                                                                                    | italienisch                                        |
| allegretto                                                                                        | etwas langsamer als allegro (wörtlich: ein wenig munter, fröhlich)                                            | italienisch                                        |
| allegro                                                                                           | schnell (wörtlich: munter, hurtig, lustig, fröhlich, heiter, lebhaft)                                         | italienisch                                        |
| al niente                                                                                         | bis zur Lautlosigkeit                                                                                         | italienisch                                        |
| amabile                                                                                           | lieblich | italienisch                                        |
| amore                                                                                             | Hingebung | italienisch / lateinisch                           |
| amoroso, con amore                                                                                | liebevoll, zärtlich                                                                                           | italienisch                                        |
| andante                                                                                           | gehend, schreitend, ruhig                                                                                     | italienisch                                        |
| andantino                                                                                         | ein wenig schneller als Andante                                                                               | italienisch                                        |
| animato, con anima                                                                                | belebt, beseelt                                                                                               | italienisch                                        |
| animoso                                                                                           | beherzt | italienisch                                        |
| a piacere, a piacimento                                                                           | frei im Vortrag, nach Gefallen, nach Belieben                                                                 | italienisch                                        |
| appassionato                                                                                      | leidenschaftlich, ausdrucksvoll                                                                               | italienisch                                        |
| a quattro mani                                                                                    | zu vier Händen                                                                                                | italienisch                                        |
| arco, coll’arco                                                                                   | Bogen (bei Streichinstrumenten: mit dem Bogen zu spielen)                                                     | italienisch                                        |
| arioso                                                                                            | sangbar, gesanglich, liedhaft                                                                                 | italienisch                                        |
| armonioso                                                                                         | harmonisch | italienisch                                        |
| arpeggio                                                                                          | einen Akkord gebrochen spielen                                                                                | italienisch                                        |
| assai                                                                                             | sehr | italienisch                                        |
| a tempo                                                                                           | im ursprünglichen Zeitmaß                                                                                     | italienisch                                        |
| attacca                                                                                           | sofort weiter, ohne Pause den folgenden Teil anschließen                                                      | italienisch                                        |
| bassa ottava                                                                                      | eine Oktave tiefer als notiert                                                                                | italienisch                                        |
| bis, due volte                                                                                    | zweimal | lateinisch (bis), italienisch (due volte)          |
| bravura, con bravura                                                                              | mit Kühnheit, Virtuosität                                                                                     | italienisch                                        |
| brillante                                                                                         | glänzend, geistreich, virtuos                                                                                 | italienisch                                        |
| buffo                                                                                             | komisch | italienisch                                        |
| burlesco                                                                                          | scherzhaft | italienisch                                        |
| c., col, col’, colla, con                                                                         | mit | italienisch                                        |
| calando, calmando (cal.)                                                                          | beruhigend, abnehmend, an Tonstärke und Tempo zurückgehend                                                    | italienisch                                        |
| calmo                                                                                             | ruhig, gelassen                                                                                               | italienisch                                        |
| cantabile                                                                                         | singend, ausdrucksvoll                                                                                        | italienisch                                        |
| capriccioso                                                                                       | launenhaft, eigenwillig                                                                                       | italienisch                                        |
| col, col’                                                                                         | →c. | italienisch                                        |
| col’ottava                                                                                        | mit Oktavenverdopplung                                                                                        | italienisch                                        |
| colla                                                                                             | →c. | italienisch                                        |
| colla parte (c.p.)                                                                                | die Begleitung passt sich an                                                                                  | italienisch                                        |
| col legno                                                                                         | die Saiten werden mit der Bogenstange gestrichen oder geschlagen (wörtlich: „mit dem Holz“)                   | italienisch                                        |
| commodo                                                                                           | bequem/in bequemem Tempo, gemütlich, gemächlich                                                               | italienisch                                        |
| con                                                                                               | →c. | italienisch                                        |
| con affetto                                                                                       | mit Ergriffenheit                                                                                             | italienisch                                        |
| con amore                                                                                         | →amoroso | italienisch                                        |
| con anima                                                                                         | →animato | italienisch                                        |
| con bravura                                                                                       | →bravura | italienisch                                        |
| con brio                                                                                          | mit Schwung, Elan                                                                                             | italienisch                                        |
| con calore                                                                                        | mit Wärme | italienisch                                        |
| concitato                                                                                         | erregt | italienisch                                        |
| con dolcezza                                                                                      | mit lieblichem Vortrag                                                                                        | italienisch                                        |
| con dolore, dolendo                                                                               | mit Schmerz, schmerzerfüllt                                                                                   | italienisch                                        |
| con durezza                                                                                       | mit Härte | italienisch                                        |
| con ebollizione                                                                                   | in Aufruhr | italienisch                                        |
| con espressione, espressivo (con espr. /espr.)                                                    | ausdrucksvoll                                                                                                 | italienisch                                        |
| con fermezza                                                                                      | mit Festigkeit                                                                                                | italienisch                                        |
| con forza                                                                                         | mit Kraft | italienisch                                        |
| con fuoco, fuoco, fuocoso                                                                         | mit Feuer, feurig                                                                                             | italienisch                                        |
| con furore, furioso                                                                               | wild, rasend, stürmisch                                                                                       | italienisch                                        |
| con grandezza, grandioso                                                                          | großartig, prächtig, erhaben                                                                                  | italienisch                                        |
| con grazia, grazioso                                                                              | mit Anmut, liebenswürdig, leicht beschwingt                                                                   | italienisch                                        |
| con indifferenza                                                                                  | mit Gleichgültigkeit, Unterschiedslosigkeit                                                                   | italienisch                                        |
| con moto                                                                                          | mit Bewegung, bewegt                                                                                          | italienisch                                        |
| con pitate                                                                                        | mit Hauptstimme anpassen                                                                                      | italienisch                                        |
| con repetizione (con rep.)                                                                        | mit Wiederholung                                                                                              | italienisch                                        |
| con sentimento                                                                                    | mit Gefühl | italienisch                                        |
| con slancio                                                                                       | mit Schwung                                                                                                   | italienisch                                        |
| con sordino (c. sord. / con sord.)                                                                | mit Dämpfer                                                                                                   | italienisch                                        |
| con spirito, spirituoso                                                                           | beseelt, feurig, begeistert                                                                                   | italienisch                                        |
| con tenerezza                                                                                     | mit Herzlichkeit, Zärtlichkeit                                                                                | italienisch                                        |
| corda                                                                                             | Saite | italienisch                                        |
| crescendo (cresc.)                                                                                | lauter werdend                                                                                                | italienisch                                        |
| da capo (d.c.)                                                                                    | Wiederholung von Anfang an                                                                                    | italienisch                                        |
| dal segno (d.s.)                                                                                  | Wiederholung von der gekennzeichneten Stelle                                                                  | italienisch                                        |
| deciso                                                                                            | (rhythmisch) entschieden, bestimmt                                                                            | italienisch                                        |
| declamando                                                                                        | pathetisch, stark ausdrucksvoll                                                                               | italienisch                                        |
| decrescendo (decresc.)                                                                            | leiser werdend                                                                                                | italienisch                                        |
| delicatamente                                                                                     | fein, zärtlich                                                                                                | italienisch                                        |
| delicato                                                                                          | zart, geschmackvoll                                                                                           | italienisch                                        |
| desolato                                                                                          | trostlos, verzweifelt, tief betrübt                                                                           | italienisch                                        |
| determinato                                                                                       | bestimmt, entschlossen                                                                                        | italienisch                                        |
| diminuendo (dim. / dimin.)                                                                        | leiser werdend, verringernd, an Tonstärke nachlassend                                                         | italienisch                                        |
| divisi (div.)                                                                                     | geteilt, mehrstimmig                                                                                          | italienisch                                        |
| divoto                                                                                            | andächtig, ergeben                                                                                            | italienisch                                        |
| dolce                                                                                             | „süß“, sanft, zart, lieblich                                                                                  | italienisch                                        |
| dolcissimo                                                                                        | außerordentlich sanft, zart                                                                                   | italienisch                                        |
| dolendo                                                                                           | →con dolore                                                                                                   | italienisch                                        |
| dolente                                                                                           | klagend, wehmütig                                                                                             | italienisch                                        |
| doloroso                                                                                          | schmerzlich                                                                                                   | italienisch                                        |
| drammatico                                                                                        | dramatisch | italienisch                                        |
| due volte                                                                                         | →bis | italienisch                                        |
| egualmente                                                                                        | ausgeglichen                                                                                                  | italienisch                                        |
| elegante                                                                                          | geschmackvoll, fein                                                                                           | italienisch                                        |
| en pressant                                                                                       | drücken, leichtes stretto, anschieben                                                                         | französisch                                        |
| energico                                                                                          | nachdrücklich, energisch, entschlossen                                                                        | italienisch                                        |
| eroico                                                                                            | heldenhaft | italienisch                                        |
| espressivo (espr.)                                                                                | →con espressione                                                                                              | italienisch                                        |
| facile                                                                                            | einfach, schlicht                                                                                             | italienisch / französisch                          |
| feroce                                                                                            | wild, ungestüm                                                                                                | italienisch                                        |
| festivo                                                                                           | festlich | italienisch                                        |
| fine                                                                                              | Ende | italienisch                                        |
| flautando, flautato, sul tasto, sulla tastiera, sur la touche                                     | am Griffbrett (wörtlich „flötenartig“)                                                                        | italienisch / französisch                          |
| flebile                                                                                           | wehmütig, klagend                                                                                             | italienisch                                        |
| fluente                                                                                           | fließend | italienisch                                        |
| forte ({\displaystyle f})                                                                         | laut | italienisch                                        |
| forte fortissimo ({\displaystyle f\!\!f\!\!f})                                                    | sehr sehr laut                                                                                                |                                                    |
| fortepiano ({\displaystyle f\!p})                                                                 | laut, dann plötzlich leise                                                                                    | italienisch                                        |
| fortissimo ({\displaystyle f\!\!f})                                                               | sehr laut | italienisch                                        |
| forzando, forzato ({\displaystyle f\!z})                                                          | stark betont                                                                                                  | italienisch                                        |
| forzatissimo                                                                                      | außerordentlich stark betont                                                                                  | italienisch                                        |
| frenetico                                                                                         | stürmisch, tosend, frenetisch                                                                                 | italienisch                                        |
| fresco                                                                                            | frisch, lebhaft                                                                                               | italienisch                                        |
| frivolo                                                                                           | leichtfertig                                                                                                  | italienisch                                        |
| funebre                                                                                           | trauernd, traurig                                                                                             | italienisch                                        |
| fuoco, fuocoso                                                                                    | →con fuoco | italienisch                                        |
| furioso                                                                                           | →con furore                                                                                                   | italienisch                                        |
| giocoso                                                                                           | tändelnd, spielend; lustig, fröhlich, ausgelassen                                                             | italienisch                                        |
| giusto                                                                                            | richtig, angemessen                                                                                           | italienisch                                        |
| glissando (gliss.)                                                                                | gleitend | italienisch                                        |
| grandioso                                                                                         | →con grandezza                                                                                                | italienisch                                        |
| grave                                                                                             | schwer; ernst                                                                                                 | italienisch / französisch                          |
| grazioso                                                                                          | →con grazia                                                                                                   | italienisch                                        |
| gridato                                                                                           | geschrien | italienisch                                        |
| impetuoso                                                                                         | ungestüm | italienisch                                        |
| incalzando                                                                                        | drängend | italienisch                                        |
| indeciso                                                                                          | unbestimmt | italienisch                                        |
| indifferente                                                                                      | →con indifferenza                                                                                             | italienisch                                        |
| infernale                                                                                         | teuflisch, höllisch                                                                                           | italienisch                                        |
| innocente                                                                                         | schlicht, naiv, ungekünstelt                                                                                  | italienisch                                        |
| lacrimoso, lamentoso                                                                              | klagend, traurig                                                                                              | italienisch                                        |
| languendo, languente, languido                                                                    | schmachtend, sehnend, auch: matt, schwach                                                                     | italienisch                                        |
| largamente                                                                                        | breit | italienisch                                        |
| largando, slargando                                                                               | breiter werdend                                                                                               | italienisch                                        |
| larghetto                                                                                         | ein wenig schneller als largo                                                                                 | italienisch                                        |
| largo                                                                                             | breit, langsam                                                                                                | italienisch                                        |
| legato (leg.)                                                                                     | gebunden | italienisch                                        |
| leggiero (legg.)                                                                                  | leicht, spielerisch                                                                                           | italienisch                                        |
| lentando                                                                                          | schleppend | italienisch                                        |
| lento                                                                                             | langsam | italienisch                                        |
| l’istesso tempo                                                                                   | →a tempo | italienisch                                        |
| libero                                                                                            | frei | italienisch                                        |
| loco                                                                                              | hebt Oktavierungszeichen auf (wörtlich „am Ort“)                                                              | italienisch                                        |
| lontano                                                                                           | entfernt | italienisch                                        |
| lugubre                                                                                           | klagend, trauernd                                                                                             | italienisch                                        |
| lusingando                                                                                        | schmeichelnd, gleitend, zart, spielerisch                                                                     | italienisch                                        |
| ma                                                                                                | aber | italienisch                                        |
| macabro                                                                                           | schauerlich                                                                                                   | italienisch                                        |
| maestoso                                                                                          | majestätisch                                                                                                  | italienisch                                        |
| main droite (m. d.)                                                                               | rechte Hand                                                                                                   | französisch                                        |
| main gauche (m. g.)                                                                               | linke Hand | französisch                                        |
| mano destra (m. d.)                                                                               | rechte Hand                                                                                                   | italienisch                                        |
| mano sinistra (m. s.)                                                                             | linke Hand | italienisch                                        |
| marcato (marc.)                                                                                   | hervorgehoben                                                                                                 | italienisch                                        |
| marciale                                                                                          | →alla marcia                                                                                                  | italienisch                                        |
| martellato, martello                                                                              | gehämmert | italienisch                                        |
| marziale                                                                                          | martialisch, kriegerisch                                                                                      | italienisch                                        |
| meno                                                                                              | weniger | italienisch                                        |
| mesto                                                                                             | betrübt, traurig, ernst                                                                                       | italienisch                                        |
| mezza voce                                                                                        | mit halber Stimme                                                                                             | italienisch                                        |
| mezzo… (m…)                                                                                       | mittel… | italienisch                                        |
| misterioso                                                                                        | geheimnisvoll                                                                                                 | italienisch                                        |
| moderato                                                                                          | gemäßigt | italienisch                                        |
| molto                                                                                             | viel, sehr | italienisch                                        |
| morendo (mor.)                                                                                    | absterbend, ersterbend                                                                                        | italienisch                                        |
| mormorendo                                                                                        | murmelnd | italienisch                                        |
| mosso                                                                                             | bewegt | italienisch                                        |
| moto                                                                                              | Bewegung | italienisch                                        |
| muta                                                                                              | Umstimmen oder Wechseln des Instruments (wörtlich: „wechsle“)                                                 | lateinisch                                         |
| non                                                                                               | nicht | italienisch / lateinisch / französisch             |
| non legato                                                                                        | zwischen legato und staccato                                                                                  | italienisch                                        |
| obbligato, obligat                                                                                | verpflichtend, Stimme muss unbedingt ausgeführt werden (Gegenteil zu ad libitum)                              | italienisch (obbligato), lateinisch (obligat)      |
| ondeggiante                                                                                       | wogend, schwellend                                                                                            | italienisch                                        |
| ossia                                                                                             | Spielalternative, meist Vereinfachung                                                                         | italienisch                                        |
| ostinato                                                                                          | beharrlich | italienisch                                        |
| parlando, parlante                                                                                | sprechend | italienisch (parlando), französisch (parlante)     |
| passionato                                                                                        | leidenschaftlich                                                                                              | italienisch                                        |
| patetico                                                                                          | pathetisch | italienisch                                        |
| pensieroso                                                                                        | nachdenklich                                                                                                  | italienisch                                        |
| perdendo, perdendosi                                                                              | (sich) verlierend, verklingend                                                                                | italienisch                                        |
| pesante                                                                                           | wuchtig, schwer                                                                                               | italienisch / französisch                          |
| piacevole                                                                                         | angenehm | italienisch                                        |
| piangendo                                                                                         | unter Tränen, wehleidig, schwermütig                                                                          | italienisch                                        |
| pianissimo ({\displaystyle pp})                                                                   | sehr leise | italienisch                                        |
| piano ({\displaystyle p})                                                                         | leise, sachte                                                                                                 | italienisch                                        |
| piano pianissimo ({\displaystyle ppp})                                                            | sehr sehr leise                                                                                               | italienisch                                        |
| piano possibile                                                                                   | so leise wie möglich                                                                                          | italienisch                                        |
| pieno                                                                                             | voll, mit starkem, vollem Ton                                                                                 | italienisch                                        |
| pietoso                                                                                           | mitleidsvoll                                                                                                  | italienisch                                        |
| più                                                                                               | mehr | italienisch                                        |
| pizzicato (pizz.)                                                                                 | gezupft (bei Streichinstrumenten: mit den Fingern zupfend spielen)                                            | italienisch                                        |
| placido                                                                                           | ruhig, gelassen, still; gefällig                                                                              | italienisch                                        |
| poco                                                                                              | etwas | italienisch                                        |
| poco a poco                                                                                       | nach und nach                                                                                                 | italienisch                                        |
| pointes                                                                                           | angetippt, leichtes dezentes staccato, tippeln                                                                | französisch                                        |
| pomposo                                                                                           | pompös, prachtvoll                                                                                            | italienisch                                        |
| ponderoso                                                                                         | mit Nachdruck, mit Gewicht                                                                                    | italienisch                                        |
| portato                                                                                           | getragen | italienisch                                        |
| possibile                                                                                         | möglichst | italienisch                                        |
| prestissimo                                                                                       | äußerst schnell                                                                                               | italienisch                                        |
| presto                                                                                            | sehr schnell                                                                                                  | italienisch                                        |
| presto possibile                                                                                  | so schnell wie möglich                                                                                        | italienisch                                        |
| prima volta                                                                                       | beim ersten Mal                                                                                               | italienisch                                        |
| quasi                                                                                             | fast, gleichsam, wie                                                                                          | italienisch                                        |
| quieto                                                                                            | ruhig | italienisch                                        |
| raddolcente                                                                                       | sanfter werdend, besänftigend                                                                                 | italienisch                                        |
| rallentando (rall.)                                                                               | verbreiternd, verlangsamend                                                                                   | italienisch                                        |
| rapidamente                                                                                       | rasch | italienisch                                        |
| rápido                                                                                            | schnell | spanisch                                           |
| recitativo (recit.)                                                                               | erzählend, Redegesang                                                                                         | italienisch                                        |
| religioso                                                                                         | andachtsvoll                                                                                                  | italienisch                                        |
| replica                                                                                           | Wiederholung                                                                                                  | italienisch                                        |
| rinforzando, rinforzato ({\displaystyle r\!f}, {\displaystyle r\!f\!z}, {\displaystyle ri\!n\!f}) | wieder stärker werdend oder mit anfangs leicht anschwellender Betonung                                        | italienisch                                        |
| risoluto                                                                                          | entschlossen                                                                                                  | italienisch                                        |
| ritardando (rit., ritard.)                                                                        | Tempo verzögernd                                                                                              | italienisch                                        |
| ritenuto (rit., riten.)                                                                           | im Tempo zurückgehalten                                                                                       | italienisch                                        |
| rubato                                                                                            | frei im Vortrag                                                                                               | italienisch                                        |
| rustico                                                                                           | ländlich, bäuerlich                                                                                           | italienisch                                        |
| ruvido                                                                                            | rau | italienisch                                        |
| scemando                                                                                          | schwindend, abnehmend                                                                                         | italienisch                                        |
| scherzando                                                                                        | scherzhaft | italienisch                                        |
| segue                                                                                             | weiter, wenden (folgende Seite)                                                                               | italienisch                                        |
| semplice                                                                                          | einfach | italienisch                                        |
| sempre                                                                                            | immer | italienisch                                        |
| senza                                                                                             | ohne | italienisch                                        |
| senza repetizione, senza replica (senza rep.)                                                     | ohne Wiederholung                                                                                             | italienisch                                        |
| senza sordino (senza sord.)                                                                       | ohne Dämpfer                                                                                                  | italienisch                                        |
| senza tempo                                                                                       | freies Tempo                                                                                                  | italienisch                                        |
| sereno                                                                                            | heiter | italienisch                                        |
| serioso                                                                                           | ernst, würdig                                                                                                 | italienisch                                        |
| sforzato, sforzando ({\displaystyle s\!f}, {\displaystyle s\!f\!z}, {\displaystyle s\!f\!\!f\!z}) | mit plötzlicher Betonung                                                                                      | italienisch                                        |
| simile (sim.)                                                                                     | in der Art weiter                                                                                             | italienisch                                        |
| slargando                                                                                         | →largando | italienisch                                        |
| slentando                                                                                         | verlangsamend, zögernd, verlöschend                                                                           | italienisch                                        |
| smorendo, smorzando (smorz.)                                                                      | verlöschend, abdämpfend                                                                                       | italienisch                                        |
| solemnis, solenne                                                                                 | feierlich | italienisch                                        |
| solo                                                                                              | allein, Gegensatz zu tutti                                                                                    | italienisch                                        |
| sonore                                                                                            | voll klingend                                                                                                 | italienisch                                        |
| sopra                                                                                             | oben, über | italienisch                                        |
| sostenuto (sost.)                                                                                 | gehalten | italienisch                                        |
| sotto                                                                                             | unten | italienisch                                        |
| sotto voce                                                                                        | unter der Stimme, also geflüstert oder stimmlos                                                               | italienisch                                        |
| spiccato                                                                                          | deutlich abgesetzt, klar artikuliert                                                                          | italienisch                                        |
| spirituoso                                                                                        | →con spirito                                                                                                  | italienisch                                        |
| staccatissimo                                                                                     | besonders kurz                                                                                                | italienisch                                        |
| staccato (stacc.)                                                                                 | kurz | italienisch                                        |
| stentando, stentato                                                                               | schleppen(d), zögern(d)                                                                                       | italienisch                                        |
| stretto                                                                                           | zum Schluss drängend                                                                                          | italienisch                                        |
| stringendo (string.)                                                                              | eilend; beschleunigend                                                                                        | italienisch                                        |
| subito                                                                                            | plötzlich | italienisch                                        |
| sul, sulla                                                                                        | auf, über | italienisch                                        |
| sul ponticello (sul pont.)                                                                        | am Steg | italienisch                                        |
| sul tasto, sulla tastiera                                                                         | →flautando | italienisch                                        |
| superficialmente                                                                                  | oberflächlich, verschmierend                                                                                  | italienisch                                        |
| sur la touche                                                                                     | →flautando | französisch                                        |
| tacet                                                                                             | schweigt | lateinisch                                         |
| tanto                                                                                             | viel, sehr | italienisch                                        |
| tempestoso                                                                                        | stürmisch, ungestüm                                                                                           | italienisch                                        |
| tempo primo                                                                                       | im vorherigen Tempo; siehe auch a tempo                                                                       | italienisch                                        |
| teneramente                                                                                       | zart | italienisch                                        |
| tenuto (ten.)                                                                                     | gehalten | italienisch                                        |
| tranquille, tranquillo                                                                            | ruhig | französisch (tranquille), italienisch (tranquillo) |
| trattenuto (tratt.)                                                                               | etwa gleichbedeutend mit ritardando, aber noch etwas breiter im Sinne von sostenuto                           | italienisch                                        |
| tremolo                                                                                           | bebend | italienisch                                        |
| triste                                                                                            | traurig | italienisch / französisch                          |
| troppo                                                                                            | zu sehr, zu viel                                                                                              | italienisch                                        |
| tutti                                                                                             | alle, ganz; Gegensatz zu solo                                                                                 | italienisch                                        |
| uguale                                                                                            | gleich | italienisch                                        |
| una corda                                                                                         | mit einer Saite (wird beim Flügel durch das linke Pedal bewirkt.)                                             | italienisch                                        |
| unisono (unis.)                                                                                   | gleichklingend (Mehrere Stimmen, die sich auch in verschiedenen Oktaven bewegen können, spielen das Gleiche.) | italienisch                                        |
| un poco                                                                                           | ein wenig | italienisch                                        |
| veloce                                                                                            | behände, flink                                                                                                | italienisch                                        |
| vibrato                                                                                           | bebend, vibrierend                                                                                            | italienisch                                        |
| vide, vi – de                                                                                     | Kennzeichnung eines Sprungs im Notentext                                                                      | italienisch                                        |
| vigoroso                                                                                          | lebhaft, kraftvoll                                                                                            | italienisch                                        |
| vivace, vivo                                                                                      | lebhaft | italienisch                                        |
| vivacissimo                                                                                       | sehr lebhaft                                                                                                  | italienisch                                        |
| voce                                                                                              | Stimme | italienisch                                        |
| volti                                                                                             | Wende (das Notenblatt) um                                                                                     | italienisch                                        |
| volti subito (v.s.)                                                                               | Wende (das Notenblatt) sofort um                                                                              | italienisch                                        |